# Dolu
Dolu – wieś w Rumunii, w okręgu Sălaj, w gminie Zimbor. W 2011 roku liczyła 74 mieszkańców.